# MEKO 200型フリゲート
MEKO 200型フリゲートは、ドイツのブローム・ウント・フォス社（Blohm + Voss GmbH）によって設計されたフリゲート。MEKO型フリゲートの系譜に属し、これまでにもっとも多くが建造された艦型である。

## 概要
MEKO 200型は、先行するMEKO 360型の合理化・小型化版として開発された。
MEKO 360型は、MEKOコンセプトの初適用例である。MEKOコンセプトとは、多様な顧客に対して、より安価に、かつ彼らの要求に応えたフリゲートを提供することを企図したもので、綿密な配慮のもとで設計された船体に、モジュール化された装備品を搭載していくという方式を取っており、顧客は、自らの要求に応じてモジュールを選ぶことによって、カスタム・メイドのフリゲートを手にすることができる。このコンセプトは非常な注目を集め、既にナイジェリアとアルゼンチンが導入を決めていた。
しかし、MEKO 360型は、やや余裕をとりすぎて、船体設計に合理的でない部分があり、そのために運用コストが高くなっていると考えられた。このことから、これを元に合理化を進めて小型化したものとして開発されたのがMEKO 200型である。とはいえ、フォークランド紛争の戦訓を取り入れた抗堪性強化などの性能向上策を盛り込んだことによって、排水量は増大を続け、最新のMEKO 200型であるMEKO 200 ANZAC型では、ついにMEKO 360型よりも大型となっている。

## 設計
本型の設計は、基本的にMEKO 360型を踏襲しており、中央船楼型の船型とV字型の煙突が外見上の特徴である。船楼後部は艦載ヘリコプター格納庫となっており、また、その後方の後甲板はヘリコプター甲板とされている。
本型はオーソドックスに、艦首に1基の主砲を有する。船楼の前端には多くCIWSが設置され、その後方に一段下がって艦橋構造物が置かれている。艦橋構造物の上には、通例、主砲用の射撃指揮装置が設置され、その後方の前部マストには低空警戒/対水上レーダーが置かれる。また、艦橋構造物後方の上構上には艦対艦ミサイルの発射筒が設置されることが多いが、オーストラリア海軍のアンザック級がハープーンを追加搭載する際には、CIWSを設置していないこともあり、船楼の前端に搭載した。
V字煙突の前方には後部マストが設置され、しばしば、ここに2次元対空捜索レーダーとPDMS用の射撃指揮装置が配置される。その後方、ヘリコプター格納庫の直上にはPDMS用の8連装発射機が配置されることが多いが、MEKO 200TN II-B型以降では垂直発射化された。

## 採用国・運用状況
トルコ海軍
- ヤウズ級/バルバロス級/サーリヒレイス級フリゲート

 ポルトガル海軍
- ヴァスコ・ダ・ガマ級フリゲート

 ギリシャ海軍
- イドラ級フリゲート

 オーストラリア海軍
- アンザック級フリゲート

 ニュージーランド海軍
- テ・カハ級フリゲート